# Lutz Caspers
Lutz Caspers (* 10. Juli 1943 in Winterberg) ist ein ehemaliger deutscher Hammerwerfer.
Bei den Olympischen Spielen 1968 in Mexiko-Stadt schied er in der Qualifikation aus. 
1971 blieb er bei den Leichtathletik-Europameisterschaften in Helsinki im Finale ohne gültigen Versuch.
Seine persönliche Bestleistung von 73,08 m stellte er am 24. August 1972 in Oberhausen auf.
Lutz Caspers startete bis 1968 für den MSV Duisburg, danach für Rot-Weiß Oberhausen.